# Утиш'є
Утиш'є (рос. Утишье) — селище Бокситогорського району Ленінградської області Росії. Входить до складу Забор'євського сільського поселення.
Населення — 145 осіб (2012 рік). 